# Richard Böckh
Richard Böckh (28. marts 1824 i Berlin - 5. december 1907 sammesteds) var en tysk statistiker, søn af August Böckh.
Böckh var 1875-1902 direktør for Berlins statistiske bureau, fra 1881 tillige professor ved universitetet. Böckh hører til den statistiske videnskabs betydeligste navne; han har givet talrige bidrag til udviklingen af dens teori, metodik og teknik. De fleste af disse er nedlagte i den af ham redigerede, såkaldte Böckhske serie af Statistisches Jahrbuch der Stadt Berlin (1876-1902), som derfor indtager en særstilling i den periodiske statistiske litteratur.
De fra hans bureau udsendte arbejder blev forbilledlige ikke blot for Tysklands kommunalstatistik, men gav impulser og mønstre både af videnskabelig og praktisk art til statistikken i sin almindelighed. Böckhs navn er blandt andet knyttet til en af ham udarbejdet særlig metode for dødelighedstabellers beregning, første gang anvendt i hans Sterblichkeitstafel für den preussischen Staat (1875).